# Rico Morack
Rico Morack (* 18. Februar 1988 in Ost-Berlin) ist ein deutscher Fußballspieler.

## Karriere
In seiner Jugend kam der gebürtige Berliner Rico Morack über die Potsdamer Vereine FV Turbine und SV Babelsberg 03 im Jahr 2003 zu Hertha BSC. Dort spielte er drei Jahre in der Jugend und gewann mit der B-Jugendmannschaft an der Seite von Christopher Schorch, Jérôme Boateng und Manuel Schmiedebach die Deutsche B-Jugendmeisterschaft 2004/05. Gegen Ende seiner Jugendzeit beim Klub rückte er in die zweite Mannschaft des Hauptstadtclubs auf. Im ersten Jahr kam er dort nur am Saisonende zweimal zum Einsatz und stieg außerdem in die Oberliga ab. Dort konnte er sich dann im Team etablieren und nachdem sich Hertha II nach der Änderung der Ligastrukturen für die neue Regionalliga Nord qualifizieren konnte, war er in der Saison 2008/09 Stammspieler in der vierthöchsten deutschen Spielklasse.
Danach machte Morack den Schritt in den Profifußball und schloss sich mit 22 Jahren dem Zweitligisten TuS Koblenz an, wo er einen Zweijahresvertrag erhielt. Als den „Schängeln“ der Start in die Saison 2009/10 misslang, bekam er in der zweiten Hälfte der Hinrunde seine Chance in der Innenverteidigung und im defensiven Mittelfeld. Er absolvierte dort sechs Zweitliga- und zwei DFB-Pokalspiele. Nach einem Trainerwechsel zur Winterpause setzte der neue Trainer Petrik Sander allerdings in der Rückrunde im Abstiegskampf auf erfahrenere Spieler. Nachdem der Klassenerhalt verfehlt wurde, verließ Morack Koblenz und war zunächst für ein halbes Jahr ohne Verein, bevor er im Februar 2011 zu Herthas U-23 zurückkehrte.
Am letzten Tag der Transferperiode Sommer 2011 wechselte er dann in die 3. Liga zum SV Babelsberg. Zur Saison 2012/13 wechselte Morack zum Viertligisten TSG Neustrelitz in die Regionalliga Nord-Ost. Mit der TSG wurde er in seinem zweiten Jahr, der Spielzeit 2013/14, Regionalligameister, scheiterte jedoch in den Aufstiegsspielen zur 3. Liga. Morack wechselte zur Spielzeit 2014/15 zum Ligakonkurrenten FC Viktoria 1889 Berlin und 2015 wieder zu Hertha BSC II. Dort beendete er im Frühjahr 2021 vermeintlich bereits seine Karriere, heuerte dann aber in der Brandenburg-Liga beim Werderaner FC Viktoria 1920 an.

## Privates
Der Vater von Rico Morack, Matthias Morack, war ebenfalls Fußballprofi.

## Erfolge
- Deutscher B-Jugendmeister 2005 mit Hertha BSC
- Meister der Regionalliga Nordost 2014 mit der TSG Neustrelitz